# Graphidioides
Graphidioides ist eine Gattung der Fadenwürmer, die im Magen-Darm-Trakt von Meerschweinchenverwandten, Wühlern und Primaten parasitieren. Die Gattung kommt in der südlichen neotropischen Region Südamerikas vor.

## Merkmale
Das Längsleistenmuster (Synlophe) fehlt an den Seiten. Die Halspapillen sind hakenförmig. Die bauchseitigen Flächen der Seitenlappen der Bursa copulatrix sind ornamentiert. Die Bursarippen sind vom Typ 2–3. Die posterolateralen und externodorsalen Rippen verlaufen parallel. Die dorsale Rippe ist lang. Die beiden Spicula sind lang und dünn und lagern sich, außer bei Graphidioides berlai, am Ende zusammen. Die Ovijektoren sind, außer bei Graphidioides affinis, asymmetrisch, die Vulvaöffnung verläuft quer. Der Schwanz der Weibchen ist konisch.

## Systematik
Zur Gattung gehören folgende Arten:
- Graphidioides affinis (Typspezies)
- Graphidioides berlai
- Graphidioides kravetzi n. sp.[2]
- Graphidioides mazzai
- Graphidioides rudicaudatus
- Graphidioides subterraneus n.sp.[3]
- Graphidioides taglei